# Casa del Moto Méndez
La Casa del Moto Méndez, cuyo nombre oficial es Museo Nacional Moto Méndez, es un museo ubicado en San Lorenzo, en el departamento de Tarija, que funciona en honor a Eustaquio "Moto" Méndez, héroe de la Guerra de la Independencia de Bolivia y de la Guerra de Independencia de Argentina.

## Historia
La casa, que le perteneció a Moto Méndez, fue declarada Monumento Histórico Nacional en 1996 y desde entonces funciona como museo dependiente de la Universidad Autónoma Juan Misael Saracho. Se encuentra a 15 km de la ciudad de Tarija y a media cuadra de la plaza central de San Lorenzo.

## Atractivos
En el museo se resguardan pertenencias con las que luchó Moto Méndez como guerrillero durante la Guerra de la Independencia. Resalta el sable que le obsequió Manuel Belgrano y la montura que usaba con su caballo. La casa es de adobe con tejas, de estilo colonial; resalta un balcón en la fachada y aún se conservan las puertas de madera y algunos muebles originales. Las pertenencias que se exhiben en el museo fueron devueltas por la familia de Moto Méndez una vez que el edificio fue declarado patrimonio nacional. En el patio hay un mural sobre la Guerra de la Independencia hecho por Benito Huarachi en 1981, antes de la declaratoria de monumento nacional.
Según datos de 2017, el museo recibía 150 visitantes diarios, siendo uno de los principales atractivos turísticos de San Lorenzo, zona que también se conoce por su producción de vino y comida típica tarijeña. Anualmente, el museo recibe entre 35 y 45 ml visitantes, siendo 90% de estos turistas bolivianos. 
Además, cada año asambleístas departamentales de Tarija y otras autoridades locales rinden homenaje a la Batalla de la Tablada en la que participó Moto Méndez.